# Somos (serie de televisión uruguaya)
Somos fue una serie de televisión uruguaya emitida por Canal 10. Estrenada el 7 de noviembre de 2012, estuvo compuesta por seis unitarios basados en cuatro obras de ficción de autores uruguayos contemporáneos.
La serie, que se trató de una coproducción entre la Asociación General de Autores del Uruguay (AGADU) y Canal 10, contó con 70 actores en un elenco rotativo en cada uno de sus seis episodios. Asimismo, fue nominada al premio Emmy Internacional de 2013 en la categoría mejor miniserie, en lo que significó la primera nominación de una producción uruguaya.

## Premisa
Cada episodio se trata de una adaptación de un cuento o novela escrita por un autor uruguayo.

## Producción
La idea y desarrollo de la serie surgió como continuidad en la realización de ficción nacional por parte de Canal 10, tras la producción de Dance!, la fuerza del corazón, Porque te quiero así y Bienes gananciales en los años anteriores. La adaptación de las obras literarias y escritura del guión estuvo a cargo de Beatriz Carbajales, mientras que Eduardo Ripari se encargó de la dirección.
El rodaje de la primera historia adaptada inició en septiembre de 2012, y el primer episodio tuvo un preestreno especial en el complejo de cines de MovieCenter de Montevideo Shopping el 6 de noviembre de 2012, un día antes de su estreno en Canal 10.

## Episodios
| N.º | Título                         | Dirigido por   | Escrito por                                                     | Fecha de emisión original |
| --- | ------------------------------ | -------------- | --------------------------------------------------------------- | ------------------------- |
| 1   | «Cadáver se necesita, parte 1» | Eduardo Ripari | Beatriz Carbajales sobre obra homónima de Milton Fornaro        | 7 de noviembre de 2012    |
| 2   | «Cadáver se necesita, parte 2» | Eduardo Ripari | Beatriz Carbajales sobre obra homónima de Milton Fornaro        | 14 de noviembre de 2012   |
| 3   | «Terrible ojos verdes»         | Eduardo Ripari | Beatriz Carbajales sobre obra homónima de Mario Delgado Aparaín | 21 de noviembre de 2012   |
| 4   | «El vigilante, parte 1»        | Eduardo Ripari | Beatriz Carbajales en base a la obra homónima de Henry Trujillo | 28 de noviembre de 2012   |
| 5   | «El vigilante, parte 2»        | Eduardo Ripari | Beatriz Carbajales en base a la obra homónima de Henry Trujillo | 5 de diciembre de 2012    |
| 6   | «El elogio de la nieve»        | Eduardo Ripari | Beatriz Carbajales en base a la obra homónima de Hugo Burel     | 12 de diciembre de 2012   |

## Premios y nominaciones
| Lista de premios y nominaciones de Somos | Lista de premios y nominaciones de Somos | Lista de premios y nominaciones de Somos | Lista de premios y nominaciones de Somos | Lista de premios y nominaciones de Somos |
| Organización                             | Categoría                                | Nominado/a (s)                           | Resultado                                | Ref(s)                                   |
| ---------------------------------------- | ---------------------------------------- | ---------------------------------------- | ---------------------------------------- | ---------------------------------------- |
| Premios Iris                             | Mejor ficción                            | Somos                                    | Nominada                                 | [ 10 ] [ 11 ]                            |
| Premios Emmy Internacional               | Mejor película para televisión/miniserie | Somos                                    | Nominada                                 | [ 12 ] [ 13 ]                            |